# Il'ja Kucharčuk
Il'ja Vladimirovič Kucharčuk (in russo Илья Владимирович Кухарчук?; Kostroma, 2 agosto 1990) è un calciatore russo, centrocampista del Rotor in prestito dal Pari Nižnij Novgorod.

## Carriera

### Club
Ha giocato nella prima divisione russa.

### Nazionale
Ha giocato nelle nazionali giovanili russe Under-19 ed Under-20.

## Palmarès

### Club

#### Competizioni nazionali
- Supercoppa di Russia: 1

Rubin: 2010